# Hundingo (chefe dano)
Hundingo (em latim: Hundingus) foi um chefe nórdico dos danos da Zelândia, ativo após a morte do rei Sigaro e no contexto da guerra civil danesa entre os descendentes do falecido rei.

## Vida
Hundingo não tem suas origens preservadas na Feitos dos Danos de Saxão Gramático, a única fonte a citá-lo. Aparece após a morte do rei Sigaro e a subsequente guerra civil entre os sucessores. Com o enfraquecimento da casa real danesa, os domínios reais foram dados a chefes locais e coube a Hundingo a Zelândia. Tempos depois, após derrotar os demais chefes, Haroldo III (r. 1076–1080) derrubaria Hundingo, ocuparia sua capital Leire e reunificaria a Dinamarca.